# Фис-Эме, Аликс Дидье
Али́кс Дидье́ Фис-Эме́ (фр. и гаит. креол. Alix Didier Fils-Aimé; род. 14 ноября 1971, Порт-о-Пренс) — гаитянский предприниматель и государственный деятель. 10 ноября 2024 года был назначен временным премьер-министром Гаити, сменив Гарри Кониля, уволенного Переходным президентским советом в тот же день.

## Биография
Фис-Эме родился 14 ноября 1971 года в Порт-о-Пренсе и является сыном Аликса Фис-Эме, политика, который был заключён в тюрьму при Жан-Клоде Дювалье, а затем стал депутатом парламента с 1995 по 1999 год. Другие члены его семьи, родом из Порт-о-Пренса, инвестировали в экономику.
Фис-Эме получил степень бакалавра делового администрирования с отличием по финансам в Бостонском университете. Затем стал председателем совета директоров Западной торгово-промышленной палаты (CCIO) и Торгово-промышленной палаты Гаити (CCIH). Он также бизнесмен.
В 2015 году Фис-Эме безуспешно баллотировался в сенат Гаити от партии «Верите».
В 2016 году был кандидатом на выборах в сенат от партии «Правда».
Фис-Эме владеет несколькими химчистками.
17 мая 2024 года в рамках приёма заявок с 13 по 17 мая Переходный президентский совет объявил, что получил более 80 кандидатур на пост премьер-министра. Среди кандидатов Гарри Кониль, Фриц Белизер, бывшие министры юстиции Мишель Брюнаш и Лукман Делиль, а также Анакасис Жан Эктор, Жеральд Жермен, Инель Торшон и Аликс Дидье Фис-Эме. Кандидатура Кониля была окончательно принята 29 мая.
10 ноября 2024 года Фис-Эме был назначен новым премьер-министром Гаити после отставки Гарри Кониля. Он вступил в должность 11 ноября, на следующий день после своего возвращения из Соединённых Штатов. 15 ноября он сформировал своё правительство.